# Mada (mythologie hindoue)
Pour les articles homonymes, voir Mada (homonymie).
Dans la mythologie hindoue, Mada (qui signifie « ivresse ») est un démon Asura présent dans le Mahābhārata. Il a été créé par le sage Chyavana pour les jumeaux Ashvins qui lui ont rendu sa jeunesse et sa vue. Il est capable de grandir démesurément et d'engloutir l'univers en une bouchée, ce qui provoque la crainte du dieu Indra qui accepte alors d'intégrer les Ashvins dans la communauté divine.